# 상모고등학교
상모고등학교(上毛高等學校)는 대한민국 경상북도 구미시 상모동에 있는 공립 고등학교이다.

## 학교 연혁
- 2004년 3월 1일 : 상모고등학교 개교(1학년 10학급)
- 2004년 3월 1일 : 초대 이규희 교장 취임
- 2004년 3월 2일 : 제1회 입학식(남 203명, 여 141명 계 344명)
- 2005년 3월 2일 : 경상북도교육청지정 교실수업개선 시범학교 지정(2년간)
- 2007년 2월 13일 : 제1회 졸업식 거행(남 196명, 여 136명 계 332명)
- 2007년 3월 1일 : 특수학급 신설(1학급)
- 2012년 3월 1일 : 교과교실제(수학, 과학 중점) 운영
- 2012년 3월 1일 : 창의경영학교(고교교육력제고) 시범사업 운영(2년간)
- 2016년 1월 26일 : 2016학년도 도지정 정책 연구학교 지정(2년간)
- 2019년 12월 23일 : 고교학점제 도입 기반 조성 사업
- 2020년 3월 1일 : 고교학점제 선도학교 운영(2년간)
- 2021년 9월 1일 : 제7대 안정복 교장 취임
- 2022년 3월 1일 : 고교학점제 연구 학교 운영(3년간)
- 2024년 1월 5일 : 제18회 졸업식(남 90명, 여 118명, 졸업생 누계 5,904명)
- 2024년 3월 4일 : 제21회 입학식(남 120명, 여 124명 계 244명)

## 참고 자료
- 상모고등학교 - 한국교육학술정보원 학교알리미